# Ryszard Staniek
Ryszard Staniek (Zebrzydowice, 13 maart 1971) is een voormalig profvoetballer uit Polen die als middenvelder speelde gedurende zijn carrière. Hij sloot zijn actieve loopbaan in 2006 af bij Beskid Skoczów.

## Clubcarrière
Staniek speelde zes seizoenen in Polen, tot hij 1993 vertrok naar Spanje, waar hij twee seizoenen onder contract stond bij CA Osasuna. In 1995 keerde hij terug in Polen.

## Interlandcarrière
Staniek kwam twaalf keer uit voor de nationale ploeg van Polen in de periode 1992–1996. Hij maakte zijn debuut op 18 november 1992 in de vriendschappelijke thuiswedstrijd tegen Letland (1-0), net als doelman Aleksander Kłak en Andrzej Kobylański.
In datzelfde jaar won Staniek met Polen de zilveren medaille bij de Olympische Spelen in Barcelona. Hij stond in alle zes duels in de basisopstelling en scoorde tweemaal voor de ploeg van bondscoach Janusz Wójcik.

## Erelijst
Legia Warschau
- Pools bekerwinnaar

1997
- Poolse Supercup

1998
 Polen
- Olympische Spelen

Barcelona 1992 →  zilveren medaille